# Vol American Airlines 96
Le vol American Airlines 96 était un vol assuré le 12 juin 1972 par un McDonnell Douglas DC-10 de la compagnie American Airlines, qui subit une décompression explosive due à l'arrachage de la porte de la soute alors qu'il survolait Windsor, dans l'Ontario, au Canada.
Malgré la perte partielle des commandes de vol, les pilotes ont réussi à regagner l'aéroport de Détroit et à atterrir en toute sécurité, sans causer de victime parmi les 67 passagers et membres d'équipage présents à bord.

## Contexte
Le vol 96 était un vol régulier reliant l'aéroport international de Los Angeles à l'aéroport LaGuardia de New York, avec des escales intermédiaires prévues à l'aéroport métropolitain de Détroit et à l'aéroport international de Buffalo-Niagara.
Le 12 juin, il est assuré par un McDonnell Douglas DC-10-10, immatriculé N103AA, avec un équipage composé du commandant de bord Bryce McCormick (52 ans), du copilote Peter « Page » Whitney (34 ans) et du mécanicien navigant Clayton Burke (50 ans). Le commandant McCormick est un pilote très expérimenté, ayant accumulé plus de 24 000 heures de vol tout au long de sa carrière de pilote ; Whitney et Burke étaient également des pilotes chevronnés avec respectivement environ 7 900 heures de vol et 13 900 heures de vol à leur actif. Cependant, les membres de l’équipage ne cumulent que 176 heures de vol aux commandes d'un DC-10.

## L'incident
Le vol a quitté Los Angeles 46 minutes après son départ prévu à 13 h 30 en raison du chargement de passagers et du trafic et est arrivé à Détroit à 18 h 36. À Détroit, la majorité des passagers ont débarqué et l'avion a embarqué de nouveaux passagers et du fret. Au départ de Détroit, l'avion transportait 56 passagers et 11 membres d'équipage. L'avion a décollé à 19 h 20, grimpant à 6 000 pieds pour une attente, avant de capturer le V-554 (une voie aérienne gagnante) et de monter au niveau de vol 210 (21 000 pieds). [1]
À 19 h 25, alors qu'il franchissait une altitude de 11 750 pieds, à une vitesse de 260 nœuds (481 km/h), l'arrachage de la porte de la soute endommage la plupart des systèmes hydrauliques de l'appareil, entraînant de sérieux problèmes pour le contrôler. Un des débris a également heurté une passagère, la blessant légèrement. La gouverne de direction de l'avion n'est alors plus contrôlable, et la gouverne de profondeur et les ailerons ne répondent que partiellement.
Cependant, l'équipage parvient à diriger l'avion en utilisant la poussée différentielle des réacteurs placés sous les ailes. Ils peuvent stabiliser l’avion verticalement en utilisant le peu de contrôle qu'ils ont sur la profondeur, situation pour laquelle le commandant de bord est entraîné.
Bien que l'appareil soit sévèrement endommagé, l'équipage parvient à atterrir d'urgence à Détroit et toutes les personnes à bord sont évacuées avec succès.

## Enquête

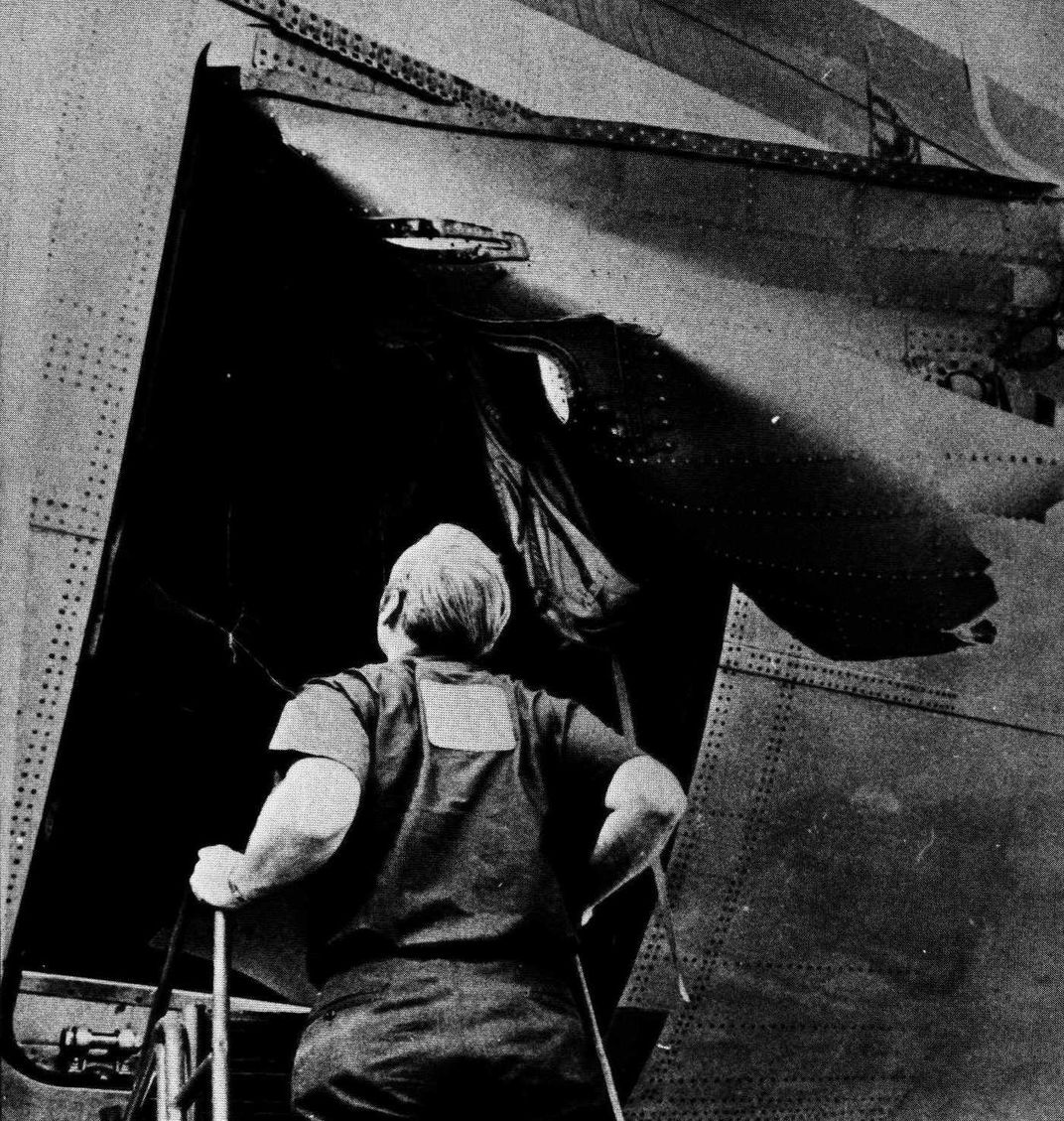
Les restes de la porte de la soute du DC-10 accidenté.

L'incident du vol 96 met en exergue un défaut critique lié à la porte de soute du DC-10 : la soute semblait fermée alors que la porte n’était en fait pas toujours accrochée. L'examen de la porte de soute, qui a été retrouvée en grande partie intacte près de Windsor, a démontré que les loquets servant à maintenir la porte de soute verrouillée en vol n'ont pas fonctionné correctement.
Quand ils sont en position verrouillée, la pression exercée sur la porte pousse les loquets à se fermer davantage et aucune force n'est alors transmise au système qui permet de les fermer et de les ouvrir.
Les loquets n'étant que partiellement fermés, les forces exercées sur la porte ont été retransmises au système d'actionnement, et elles ont fini par dépasser ses limites de conception, ce qui à finalement conduit à l'ouverture de la porte en vol.
La dépressurisation rapide, survenue lorsque la porte s'est cassée, a provoqué un effondrement partiel du plancher situé au-dessus, ce qui a sectionné plusieurs câbles de commande, dont ceux servant au contrôle des gouvernes de direction et de profondeur.

## Conséquences
Ce défaut de conception n'est pas corrigé à la suite de cet incident et en mars 1974, le DC-10 opérant le vol 981 de la Turkish Airlines entre Istanbul et Londres via Paris s'écrase au sol à Ermenonville à la suite d'un incident similaire, entraînant cette fois une défaillance totale des commandes hydrauliques et tuant les 346 personnes à bord.
De nombreux commentateurs accusent l'avionneur McDonnell Douglas et la FAA pour n'avoir pas retenu les leçons de l'incident du vol AA96. Le procès a démontré que le constructeur avait connaissance de la faiblesse du système de verrouillage des portes de soute du DC-10 dès 1970. Il a dû dédommager les familles des victimes d'Ermenonville à hauteur de 80 millions de dollars. Une refonte complète de l'ensemble du système de la porte a suivi, et aucun DC-10 n'a été de nouveau impliqué dans un accident similaire.
American Airlines utilise toujours le numéro 96, mais pour désigner le vol de Boston à Manchester au Royaume-Uni. Le DC-10 impliqué dans l'incident (N103AA) a été réparé et remis en service auprès de la compagnie aérienne. Il a été retiré du service en octobre 1993 et stocké jusqu'en août 2002, date à laquelle l'avion a été démoli à l'aéroport de Phoenix Goodyear (en), en Arizona.

## Médias
L'accident a fait l'objet d'un épisode dans la série télé Air Crash nommé « Enquête sur le DC-10 » (saison 5 - épisode 2).